# Comté d'Independence
Le comté d'Independence est un comté de l'État de l'Arkansas aux États-Unis. Son siège est Batesville. C'est un dry county.

## Démographie
Au recensement de 2010, il comptait 36 647 habitants. 
| 1830  | 1840  | 1850  | 1860   | 1870   | 1880   | 1890   | 1900   |
| ----- | ----- | ----- | ------ | ------ | ------ | ------ | ------ |
| 2 031 | 3 669 | 7 767 | 14 307 | 14 566 | 18 086 | 21 961 | 22 557 |

| 1910   | 1920   | 1930   | 1940   | 1950   | 1960   | 1970   | 1980   |
| ------ | ------ | ------ | ------ | ------ | ------ | ------ | ------ |
| 24 776 | 23 976 | 24 225 | 25 643 | 23 488 | 20 048 | 22 723 | 30 147 |

| 1990   | 2000   | 2010   | - | - | - | - | - |
| ------ | ------ | ------ | - | - | - | - | - |
| 31 192 | 34 233 | 36 647 | - | - | - | - | - |